# A Thin Line Between Love and Hate (película)
A Thin Line Between Love and Hate (Duelo de Pasiones en Hispanoamérica) es una película de 1996 de comedia romántica. Fue dirigido, escrito y protagonizado por Martin Lawrence. Además contó con las actuaciones de Lynn Whitfield, Regina King, Bobby Brown y Della Reese.
Fue estrenado en abril de 1996 y recaudó más de $30 millones de dólares en taquilla contra un presupuesto de $8 millones. La película fue rodada en la ciudad de Los Ángeles, California.

## Trama
Darnell (Martin Lawrence) es un administrador de un club o centro nocturno llamado "Chocolate City". Le gusta ser un playboy, chauvinista y casanova para enamorar y acostarse con cuanta mujer le sea de su agrado y no acepta una negación por respuesta. Aspira a ser copropietario del club que administra. Ofrece privilegios de pase vip en su club a las mujeres que seduce. Sin embargo, siente simpatía por una amiga de su niñez llamada Mia (Regina King) quien milita en la fuerza aérea y está disgustada por su cándido comportamiento.
La madre (Della Reese) de Darnell también lo reprende constantemente con la frase de que hay "una delgada línea entre el amor y el odio" ("a thin line between love and hate").
En una ocasión una mujer elegante y adinerada llamada Brandi Web (Lynn Whitfield) desciende de su limusina para entrar al club y Darnell le ofrece un pase vip. Ella lo rechaza lo que hace que él se encapriche y salga a su conquista. Se entera de que es una negociadora de bienes raíces y llega hasta su oficina a regalarle un ramillete de flores, lo que la enfada y hace que lo echen a la calle. Luego finge estar interesado en la compra de una mansión y durante la plática consigue que finalmente salga con él, disfrutan de actividades juntos hasta que finalmente una noche terminan en la cama, donde ella le confiesa que ella había asesinado a su anterior esposo. Brandi se encapricha con él y le compra ropa lujosa para que compagine con ella.
Pero Darnell se da cuenta de que en realidad ama a Mia y decepciona a Brandi que lo espera para una noche de amor donde le ofrece un pastel. Sin embargo Darell pasa la noche con Mia antes que ella regrese a la fuerza aérea, por lo que Brandi le envía el pastel (faltaba un rebanada) con un cuchillo lo cual asusta al casanova y se dirige a la casa de ella a devolverle el cuchillo. Al regresar a su casa y despertar al otro día se topa con Brandi vestida sin lujos y que le está preparando el desayuno lo cual lo enfurece y decide terminar con Brandi por lo que la desprecia y arroja contra la pared, por lo que la mujer jura vengarse por su engaño. Brandi le hace la vida imposible a Darnell: hace que lo encarcelen bajo una falsa acusación de maltrato físico, le rompe los cristales de su auto, le roba sus neumáticos y le incendia el club "Chocolate City".
Darnell desea hablar con Brandi para ponerle fin a la situación por lo que decide ir hasta su residencia. Mía al entererse de ello pide a Tee (Bobby Brown) que la acompañe temiendo lo peor. Al llegar Darel se topa con una Brandi enfadada que lo ata y lo obliga a comer la rebanada faltante del pastel, después de ello le apunta con una pistola, le da un rodillazo en los testículos y promete pagar por sus mentiras y las de su infiel esposo anterior, lo lleva a una bañera y le dispara pero él se escapa y esconde. Tee entra a la casa y es golpeado por Brandi y esta amaga a Mia con el arma. Mia trata desarmar a Brandi pero durante el forcejeo sale un tiro lo que hace que Darnel salga de su escondite y acometa contra ellas, cayendo los tres por un ventanal roto al mar. La siguiente escena es Darnell en la cama del hospital en compañía de su madre y Mia, y promete no seguir con sus conquistas. Sin embargo, desea que cuando Brandi, quien acaba en la cárcel, supere su odio hacia los hombres. En la escena final, aparece un zoom de Brandi quien ya se encuentra liberada.

## Reparto
| Actor                 | Personaje                 |
| --------------------- | ------------------------- |
| Martin Lawrence       | Darnell Wright / Narrador |
| Lynn Whitfield        | Brandi Web                |
| Regina King           | Mia Williams              |
| Bobby Brown           | Tee                       |
| Della Reese           | Ma Wright                 |
| Malinda Williams      | Erica Wright              |
| Daryl Mitchell        | Earl                      |
| Roger E. Mosley       | Smitty                    |
| Simbi Khali           | Adrienne                  |
| Tangie Ambrose        | Nikki                     |
| Wendy Raquel Robinson | Gwen                      |
| Stacii Jae Johnson    | Peaches                   |
| Miguel A. Núñez, Jr.  | Reggie                    |
| Faizon Love           | Manny                     |
| Michael Bell          | Marvis                    |